# Lagocephalus
Lagocephalus is een geslacht van straalvinnige vissen uit de familie van kogelvissen (Tetraodontidae). Het geslacht is voor het eerst wetenschappelijk beschreven in 1839 door William John Swainson.

## Soorten
- Lagocephalus cheesemanii (Clarke, 1897)
- Lagocephalus gloveri Abe & Tabeta, 1983
- Lagocephalus guentheri Miranda Ribeiro, 1915
- Lagocephalus inermis (Temminck & Schlegel, 1850)
- Lagocephalus laevigatus (Linnaeus, 1766)
- Lagocephalus lagocephalus (Linnaeus, 1758)
- Lagocephalus lunaris ((Bloch & Schneider, 1801)
- Lagocephalus sceleratus (Gmelin, 1789)
- Lagocephalus spadiceus (Richardson, 1845)
- Lagocephalus suezensis Clark & Gohar, 1953
- Lagocephalus wheeleri Abe, Tabeta & Kitahama, 1984